# Gilbert Thomas Burnett
Gilbert Thomas Burnett (Londres, 15 de abril de 1800 - 27 de julho de 1835) foi um botânico britânico.

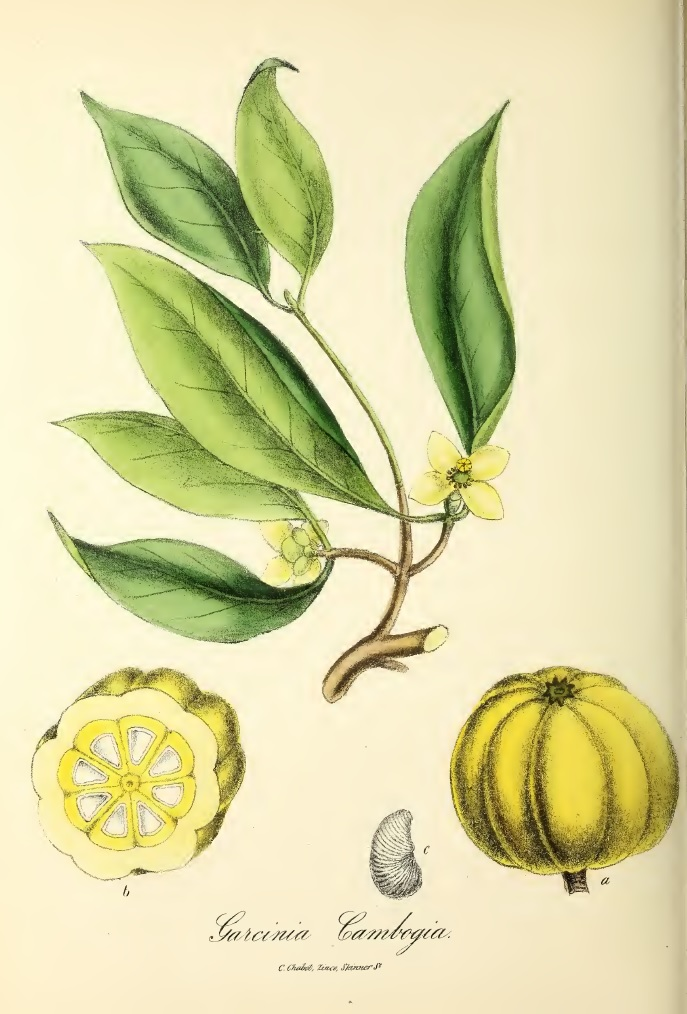
Garcinia gummi-guttaMary Ann Burnett

## Vida
Burnett foi o primeiro professor de botânica no King's College London, de 1831 a 1835. Ele foi o autor de Outlines of Botany (1835) e Illustrations of Useful Plants employed in the Arts and Medicine, publicado postumamente e ilustrado por sua irmã Mary Ann Burnett. A abreviatura padrão do autor Burnett é usada para indicar esta pessoa como o autor ao citar um nome botânico. 
Burnett também escreveu artigos sobre zoologia, como Illustrations of the Manupeda or apes and their allies (1828).

## Publicações
- Outlines of Botany. 1835
- Plantæ utiliores : or Illustrations of Useful Plants employed in the Arts & Medicine
- Illustrations of the Manupeda or apes and their allies. 1828

- An Encyclopædia of Useful and Ornamental Plants Consisting of Beautiful and Accurate Coloured Figures of Plants Used in the Arts, In Medicine, and For Ornament, with Copious Scientific and Popular Descriptions of Each, Accounts of Their Uses, and Mode of Culture, and Numerous Interesting Anecdotes. In Two Volumes. II. London: George Willis, Great Piazza, Covent Garden. 1852